# Sayagyi U Ba Khin

Saya Gyi U Ba Khin (Se pronuncia en birmano  [ba̰ kʰɪ̀ɴ]; 6 de marzo de 1899 - 19 de enero de 1971) fue un primer Contador general birmano. Es principalmente conocido como líder de la meditación Vipassana en el siglo XX, como también líder del movimiento Vipassana.

## Biografía
U Ba Khin nació en Birmania, distrito de Rangún, durante la ocupación colonial británica. En marzo de 1917 superó satisfactoriamente sus exámenes de la escuela secundaria, ganando una medalla de oro por ser un buen estudiante. 
Debido a presiones económicas familiares se vio forzado a interrumpir sus estudios para comenzar a trabajar y ganar dinero. Su primer trabajo lo consiguió en el periódico Birmano The Sun, pero después de un tiempo cambió su trabajo para desempeñarse como escribano en la oficina general de contaduría de Birmania.
En 1926 superó el examen para desempeñarse en el servicio de cuentas. Dicho examen era certificado por el gobierno provincial de la India. En 1937, cuando Birmania se separó de la India tras la disolución del Raj Británico, fue promovido al cargo de Primer oficial especial de la superintendencia.